# 草場山 (山口県)
草場山（くさばやま）は、山口県下関市吉母に位置する標高289.7mの山である。旧豊浦町向けのテレビ中継局が設けられている。

## 概要
この山の住所は、下関市豊浦町厚母郷字阿蔵。下関市と旧豊浦町の間に立つ。NTTの無線中継所がある。
地元では大観山の名で親しまれる。

## 山口豊浦テレビ中継局
この地点から、下関市北部（主に旧豊浦町）に電波を届けている。地上デジタル放送の電波もここから発射する。

### 地上デジタルテレビ放送
| ID | 放送局名         | 物理 チャンネル | 空中線 電力 | 実効輻射電力 | 放送 対象地域 | 放送区域 内世帯数         | 開局日         |
| -- | ---------------- | --------------- | ----------- | ------------ | ------------- | ------------------------- | -------------- |
| 1  | NHK 山口総合     | 53→50→38        | 3W          | -            | 山口県        | 約9,600世帯 (申請による） | 2008年 7月16日 |
| 2  | NHK 山口教育     | 54→52           | 3W          | -            | 全国          | 約9,600世帯 (申請による） | 2008年 7月16日 |
| 3  | tys テレビ山口   | 58→48           | 3W          | -            | 山口県        | 約9,600世帯 (申請による） | 2008年 7月16日 |
| 4  | KRY 山口放送     | 36              | 3W          | -            | 山口県        | 約9,600世帯 (申請による） | 2008年 7月16日 |
| 5  | yab 山口朝日放送 | 49→44           | 3W          | -            | 山口県        | 約9,600世帯 (申請による） | 2008年 7月16日 |

- 放送エリアは下関市の一部地域。
- 赤文字chは、2011年10月10日から11月13日の間に変更される前のch[4]。
- 青文字chは、2014年10月6日から2015年1月8日の間に変更される前のch[5][6]。

### 地上アナログテレビ放送
| チャンネル 番号 | 放送局名         | 空中線 電力       | ERP      | 放送対象地域 | 放送区域 内世帯数 | 運用開始日     |
| --------------- | ---------------- | ----------------- | -------- | ------------ | ----------------- | -------------- |
| 44              | NHK 山口教育     | 映像30W/ 音声7.5W | 映像250W | 山口県       | 6,560世帯         | 1972年 3月24日 |
| 46              | NHK 山口総合     | 映像30W/ 音声7.5W | 映像250W | 全国         | 6,560世帯         | 1972年 3月24日 |
| 59              | tys テレビ山口   | 映像30W/ 音声7.5W | 映像240W | 山口県       | 6,560世帯         | 1978年 1月6日  |
| 61              | yab 山口朝日放送 | 映像30W/ 音声7.5W | 映像280W | 山口県       | 6,460世帯         | 2003年 4月28日 |
| 62              | KRY 山口放送     | 映像30W/ 音声7.5W | 映像260W | 山口県       | 6,560世帯         | 1975 2月14日   |

- 2011年（平成23年）7月24日をもってすべて廃止された。

## FM補完中継局（KRY豊浦FM）
| 周波数（MHz） | 放送局名     | 空中線電力 | 実効輻射電力 | 放送対象地域 | 放送区域内世帯数 |
| ------------- | ------------ | ---------- | ------------ | ------------ | ---------------- |
| 86.4          | KRY 山口放送 | 20W        | 64W          | 山口県       | -                |

山口放送は2017年10月20日に外国波混信対策として、免許が総務省中国総合通信局から交付され、10月30日に山口県内で9局目のFM補完中継局として放送を開始した。